# Clipping (gruppo musicale)
Clipping (stilizzato clipping.) è un gruppo experimental hip hop statunitense di Los Angeles formato dal rapper Daveed Diggs e dai produttori William Hutson e Jonathan Snipes. Il gruppo ha pubblicato tre album che hanno ricevuto un'accoglienza positiva da parte della critica:

## Discografia

### Album in studio
- 2014 – CLPPNG
- 2016 – Splendor & Misery
- 2019 – There Existed an Addiction to Blood
- 2020 - Visions of Bodies Being Burned
- 2025 - Dead Channel Sky

### Mixtapes
- 2013 – Midcity

### Album di remix
- 2016 – Dream Remx
- 2016 – Remxng

### EP
- 2012 – dba118
- 2016 – Wriggle
- 2018 – Face
- 2019 – The Deep